# Syndrome de Romano-Ward
Pour les articles homonymes, voir Romano et Ward.
Le syndrome de Romano-Ward est un trouble héréditaire de la conduction cardiaque. Elle se manifeste souvent chez des sujets par des syncopes pouvant aboutir à une mort subite. Le traitement est médical et efficace. Il s'agit d'un syndrome du QT long congénital, sans atteinte auditive, ce qui l'oppose au syndrome de Jervell et Lange-Nielsen.
Son nom vient de ses deux découvreurs qui ont publié séparément les premiers cas en 1963 et 1964.
De nombreux médicaments sont formellement contre-indiqués chez ces patients.

## Causes
- Plusieurs gènes sont impliqués dans ce syndrome. Les mutations de ces différents gènes aboutissent tous à un dysfonctionnement des canaux ioniques cardiaques soit potassique soit sodique
- Canaux potassiques
- Mutation du gène KCNQ1 situé au niveau du locus p15.5 du chromosome 11
- Mutation du gène KCNE1 situé au niveau du locus q22.1-q22.2 du chromosome 21
- Mutation du gène KCNH2 situé au niveau du locus q35-q36 du chromosome 7
- Mutation du gène KCNE2 situé au niveau du locus q22.1 du chromosome 21
- Canaux sodiques
- Mutation du gène SCN5A situé au niveau du locus p21 du chromosome 3
- D’autres gènes ont probablement impliqués :
- Mutation du gène KCNJ2 situé au niveau du locus q23.1-q24.2 du chromosome 17
- Mutation du gène ANK2 situé au niveau du locus q25-q27 du chromosome 4

## Description
Toutes les personnes présentant les mutations des gènes n’auront pas toujours de manifestations cliniques, mais le décès brutal survient chez 10 % des personnes avec manifestation clinique.
Les manifestations de cette maladie commencent le plus souvent au cours de la puberté mais parfois elle se manifeste très tôt.
Cette maladie se manifeste par des anomalies du rythme cardiaque entraînant des anomalies de la contraction des ventricules ou torsades de pointe entraînant des syncopes qui surviennent sans cause déclenchante. Ces syncopes surviennent brutalement sans avertissement. Cette syncope est souvent diagnostiquée comme une crise d’épilepsie.
Parfois les torsades de pointe entraînent des fibrillations ventriculaires responsables d’arrêt cardiaque avec mort en l’absence de traitement.
Les événements pouvant entraîner les torsades de pointe sont les excitations, les émotions, la colère, une peur, des pleurs, du stress, des bruits stridents, une sonnerie de téléphone, réveille-matin, klaxon, examens médicaux, douleurs etc.…
Parfois la maladie se manifeste par une mort au cours du sommeil.

## Diagnostic
Par mesure de l’intervalle QT ou la mise en évidence d’une mutation.

### Électrocardiogramme
Se fait sur la base de la mesure de l’ intervalle QT au cours de l’électrocardiogramme, le QT est dit long si le temps entre le début de l’onde Q et la fin de l'onde T de l’électrocardiogramme est de 450 millisecondes. Le diagnostic est posé si l’intervalle QT est de 470 millisecondes chez les hommes et 480 millisecondes chez les femmes.
Cependant dans 30 % des cas l’intervalle est peu prolongé et dans 10 % des cas l’intervalle est normal. Dans ce cas, il est nécessaire de réaliser des tests de provocation dans des centres spécialisés dans les troubles du rythme cardiaque.

L’analyse de la forme de l’onde T permet aussi de faire le diagnostic dans certains cas et de différencier les différents types de ce syndrome

### Enquête génétique
Seules 70 % des personnes atteintes ont une mutation des gènes KCNQ1, KCNE1, KCNH2, KCNE2 et SCN5A indiquant que d’autres gènes sont impliqués

## Diagnostics différentiels
- Syndrome de Romano-Ward avec syndactylie
- Syndrome de Jervell et Lange-Nielsen
- Syndrome du QT long acquis
- Syndrome d’Andersen-Tawil
- Toutes les autres causes de syncope ou de mort soudaine peuvent être discutées.

## Conseil génétique
Les patients atteints par cette maladie ont un parent porteur du gène. Il faudra rechercher par les mêmes tests de diagnostic le parent atteint. Les mutations de novo étant très rares, il faudra penser à un géniteur différent ou une adoption cachée.